# Guía Ubuntu
Guía Ubuntu fue una guía documentada para Ubuntu libre y basada en un sistema wiki. Se escribió de forma colaborativa por voluntarios, permitiendo que la gran mayoría de los artículos sean modificados por cualquier persona registrada con acceso mediante un navegador web. Desde su concepción, Guía Ubuntu fue ganando popularidad hasta conseguir superar las 10 000 visitas únicas diarias.

## Historia
El proyecto comenzó el 14 de mayo de 2005 cuando se registró el dominio guía-ubuntu.org, fue fundado por Gabriel Molina como alternativa a la documentación oficial de Ubuntu en español proporcionada por Canonical Ltd.. En un principio el proyecto estaba basado en páginas HTML totalmente estáticas y era una simple traducción de la documentación existente en inglés, seguidamente su fundador comenzó a añadirle contenido propio y posteriormente se unió al proyecto Francisco José Ávila Bermejo (@Monkiki), quien propuso un cambio a un sistema Wiki. Se eligió DokuWiki debido a su sencilla sintaxis y el hecho de no necesitar una base de datos. A partir de ese momento el proyecto comenzó a crecer hasta que el éxito de la guía y el número de visitas provocaron que el servidor donde estaba alojado el proyecto se quedara pequeño. Por este motivo se decidió afrontar una nueva migración a un sistema Wiki más potente, MediaWiki, pero como no se encontró un método automático para trasladar los contenidos del wiki anterior, estos se tuvieron que transcribir manualmente. Actualmente la guía es, casi con toda seguridad, la que recoge más documentación escrita, y recientemente también en vídeo, sobre Ubuntu en español.